# Carmiña (nombre propio)
Carmiña es un nombre propio de mujer, que puede estar vinculado o hacer referencia a los artículos de Wikipedia que se indican a continuación:

## Patronímicos
- Carmiña Gallo (1939-2004), soprano colombiana, que se destacó en la interpretación de la música colombiana, así como de la ópera y la zarzuela.
- Carmiña Navia Velasco (1948-), poetisa, teóloga, feminista, investigadora, y gestora cultural colombiana.

- Datos: Q30335540